# Gratiola heterosepala
Gratiola heterosepala är en grobladsväxtart som beskrevs av Mason och Bacigal.. Gratiola heterosepala ingår i släktet jordgallor, och familjen grobladsväxter. Inga underarter finns listade i Catalogue of Life.